# Mohos-tőzegláp
Koordináták: é. sz. 46° 08′ 03″, k. h. 25° 54′ 20″46.134167°N 25.905556°E

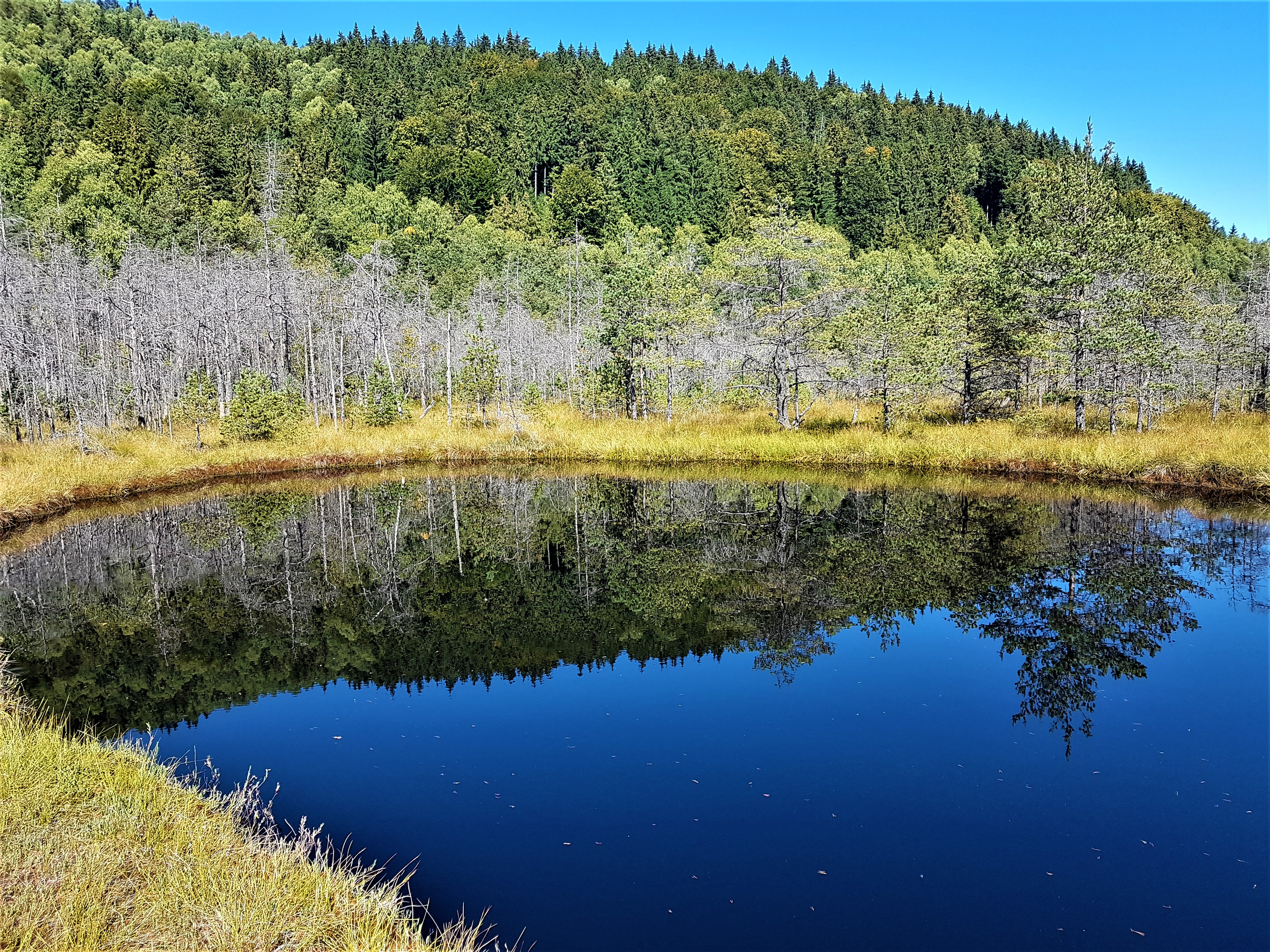
Tószem a Mohos-tőzeglápban

A Mohos-tőzegláp (románul Tinovul Mohoş) Erdélyben, a Hargita megyei Csíkkozmás község területén található. A Csomád-hegység egyik krátermaradványában fekszik 1050 méter magasságban. A kráter átmérője 800 méter, területe 80 hektár. A tőzeg vastagsága tíz méter, mennyisége körülbelül 3 millió köbméter.

## Kialakulása

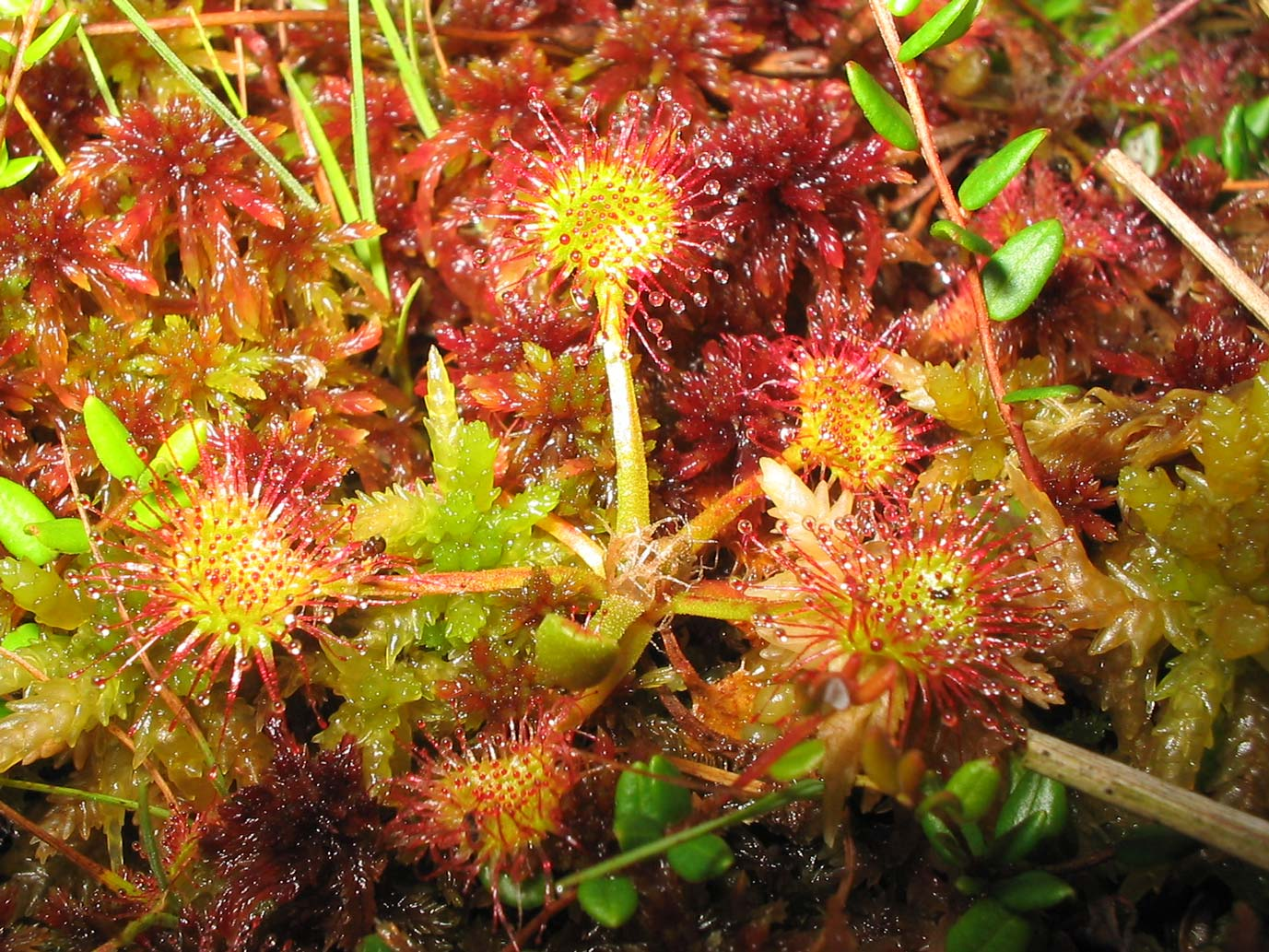
Kereklevelű harmatfű

Az egykori Mohos-tó vize eltűnt, csak sűrű növényzettel, főleg tőzegmohával benőtt láp maradt utána. A tó eltűnése az Oltba folyó Veres-patak regresszív eróziójának és a hordalékfölddel való feltöltődésének tulajdonítható. 

## Növényzet
Itt található Erdély egyetlen, a kainozoikumi eljegesedésből visszamaradt rovaremésztő növénye, a kereklevelű harmatfű (Drosera rotundifolia). A Mohosban élő, jégkorszakból származó reliktum növények szigorúan védettek. További növényfajok: tarka tőzegmoha, erdeifenyő, mámorka, lápi álszittyó, közönséges tőzegrozmaring, hüvelyes gyapjúsás, vörös áfonya, fekete áfonya, tőzegáfonya. A tőzegláp és a Szent Anna-tó területén alakították ki a Mohos Természetvédelmi Területet.

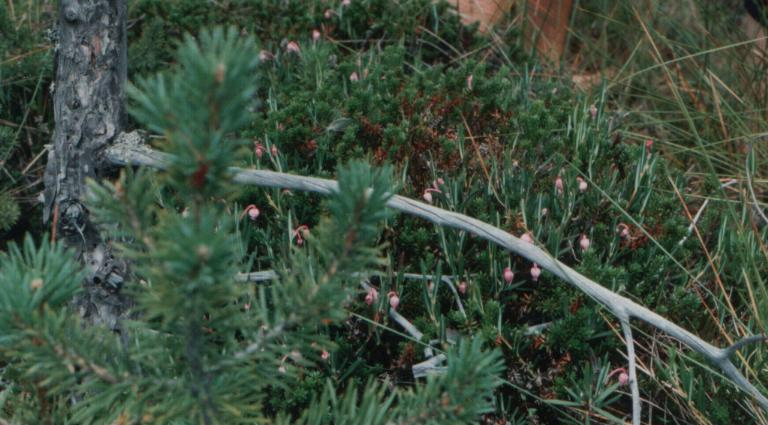
Tőzegáfonya. A Mohos-tőzegláp egy pici részlete

## Lásd még
- Lúcs-tőzegláp

## Külső hivatkozások
- A Mohos tőzegláp
- Térkép Archiválva 2016. március 10-i dátummal a Wayback Machine-ben